# Alexandrinische Weltchronik
Die Alexandrinische Weltchronik ist eine anonyme illustrierte Weltchronik in altgriechischer Sprache, die im 5. oder 6. Jahrhundert n. Chr. geschrieben wurde. Von dem ursprünglichen Kodex sind nur Papyrus-Fragmente erhalten, die sich im Puschkin-Museum in Moskau befinden (Signatur inv. 310). Nach ihrem Textträger bzw. dessen erstem Besitzer, Wladimir Golenischtschew, wird sie auch als Chronik Golenischtschew oder Papyrus Golenischtschew bezeichnet.

## Entdeckung und Rekonstruktion
Um 1900 erwarb der russische Sammler Wladimir Golenischtschew vom Antikenhändler „Scheich Ali“ in Gizeh einen Bestand von 72 Papyrusfragmenten mit Resten von griechischem Text und Illustrationen. Der Philologe Victor Jernstedt und der Kunsthistoriker Jakow Smirnow, die sich zuerst mit den Fragmenten beschäftigten, setzten einige zusammen und reduzierten so die Zahl von 72 auf 49. Die eingehende wissenschaftliche Untersuchung und Edition geschah jedoch nicht in Sankt Petersburg, sondern in Wien: Smirnow schickte die Fragmentsammlung an den Kunsthistoriker Josef Strzygowski, der gemeinsam mit dem Althistoriker Adolf Bauer den ursprünglichen Papyruskodex so gut wie möglich rekonstruierte.
In mühevoller Kleinarbeit ordneten und verglichen Bauer und Strzygowski die Bruchstücke, von denen sich einige direkt aneinanderfügen ließen, so dass sich die Zahl der Fragmente von 49 auf 29 verringerte. Diese 29 Bruchstücke ordneten Bauer und Strygowski acht Blättern zu, deren ursprüngliches Format sie auf etwa 30 × 24 cm schätzten. Die rekonstruierten Blätter (Vorder- und Rückseite) ließen Bauer und Strygowski im fotografischen Atelier von Max Jaffé in Farbe reproduzieren.
Nach dem Abschluss der Arbeit schickte Strzygowski die Fragmente wieder an Golenischtschew zurück, der sie 1909 dem Puschkin-Museum verkaufte. Aufgrund mangelhafter Lagerung sind die Papyrusfragmente heute in einem schlechteren Zustand als zum Zeitpunkt ihrer Reproduktion.
Ein einzelnes Fragment mit dem Bild eines Frauenkopfes tauchte zu Beginn der 1990er Jahre in Wien auf.

## Beschreibung und Inhalt
Die erhaltenen Blätter des Kodex sind mit schwarzbrauner Tinte beschrieben und mit Illustrationen versehen, deren Konturen mit schwarzer Tinte gezeichnet wurden und die mit verschiedenen Farben verziert sind. Hinsichtlich der Entstehungszeit sind verschiedene Vorschläge (5. bis 6. Jahrhundert) gemacht worden. Beispielsweise trat Guglielmo Cavallo aus paläographischen Gründen (er klassifizierte die Schrift als „alexandrinische Majuskel“) für die zweite Hälfte des 6. Jahrhunderts ein.
Blatt 1 enthält auf der Vorderseite personifizierte Darstellungen der Monate in Gestalt von stereotypen Frauengestalten mit bestimmten Attributen. Erhalten sind nur die Darstellungen der Monate Juli, September und Oktober. Die Rückseite bietet eine Übersicht der Monatsnamen in verschiedenen Sprachen (hebräisch, griechisch: Attischer Kalender und ägyptisch).
Blatt 2 zeigt auf der Vorderseite eine Karte und Reste verschiedener Länder- und Inselnamen. Auf der Rückseite sind symbolische Darstellungen von Provinzen in Form von befestigten Städten.
Blatt 3 hat auf beiden Seiten einen Katalog biblischer Propheten mit individuell gestalteten Ganzkörperporträts und entsprechenden (griechischen) Zitaten. Erhalten sind Zitate zu Obadja (Obd 13 ), Jona (Lk 11,30 ), Joel (Joel 2,30 ) und Nahum (Nah 2,2 ). Die Porträtbilder von Obadja (Abdias) und Nahum (Naum) sind zum größten Teil erhalten und durch Bildbeischriften identifizierbar.
Die Blätter 4 und 5 enthalten illustrierte Listen der römischen (Vorderseite 4), spartanischen (Rückseite 4), makedonischen (Vorderseite 5) und lydischen Könige (Rückseite 5).

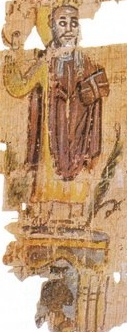
Blatt 6, Rückseite: Bischof Theophilos steht in Siegerpose auf dem Dach des Serapis-Tempels

Blatt 6 enthält eine Chronik der Jahre 383–392 n. Chr., die für jedes Jahr die Zahl der diokletianischen Ära, die eponymen Konsuln und den amtierenden Praefectus augustalis nennt. Nach diesem Schema werden reichsweit oder lokal bedeutsame Ereignisse kurz und stereotyp aufgelistet, oft mit Tagesdaten nach dem römischen (julianischen) und dem ägyptischen Kalender, wobei die ägyptischen Tagesangaben falsch berechnet sind. Die Abbildungen am äußeren Rand illustrieren diese Ereignisse: den Tod des Kaisers Gratian (383), den Amtsantritt des Bischofs Theophilos von Alexandria (387), den Einzug des Kaisers Theodosius in Rom (389), der hier fälschlich mit der Kaisererhebung seines Sohnes Honorius verbunden wird (tatsächlich 393). Das letzte sicher zuzuordnende Ereignis ist die Ermordung des Usurpators Eugenius (fälschlich datiert auf den 6. Januar 392, statt 6. September 394). Die Illustrationen legen nahe, dass kurz danach die Zerstörung des Serapis-Heiligtums von Alexandria besprochen wurde, aber der Text ist nicht mehr sicher herzustellen.
Blatt 7 enthält auf der Vorder- und Rückseite Abbildungen von Gestalten des Neuen Testaments zusammen mit Bibelzitaten.
Blatt 8 enthält mehrere winzige Bruchstücke, aus denen kein Text zu rekonstruieren ist. Wahrscheinlich handelte es sich um astronomische und kalendarische Notizen.

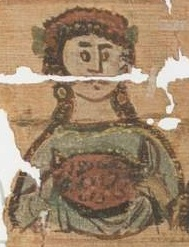
Blatt 1, Vorderseite: Personifizierte Darstellung des September
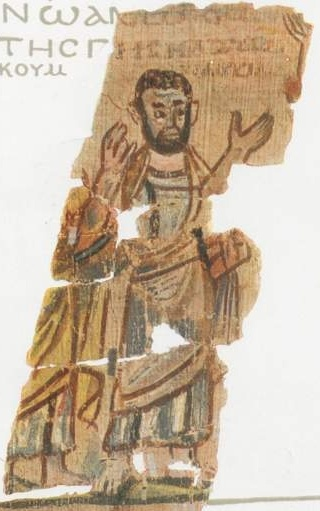
Blatt 3, Rückseite: Porträt von Nahum
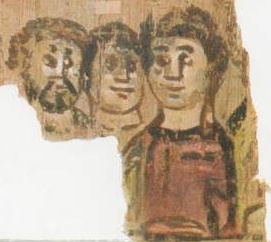
Blatt 4, Rückseite: Könige von Sparta
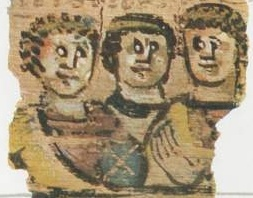
Blatt 5, Vorderseite: Könige von Makedonien
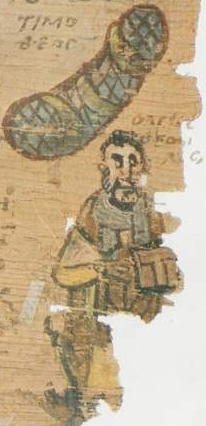
Blatt 6, Vorderseite: Leichnam des Bischofs Timotheos und sein Nachfolger Theophilos
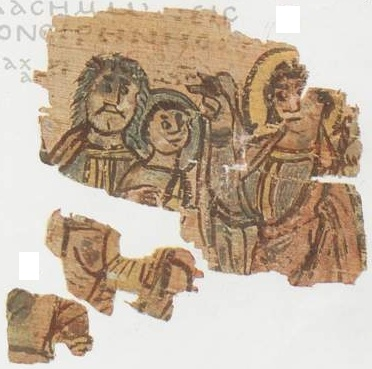
Blatt 7, Vorderseite: Engel
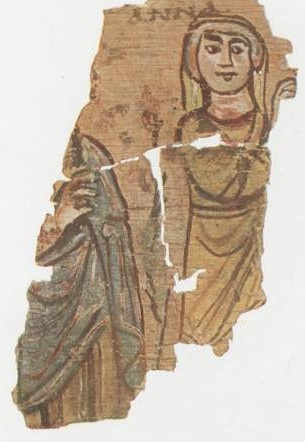
Blatt 7, Vorderseite: Anna, Marias Mutter
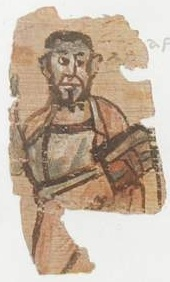
Blatt 7, Vorderseite: Prophet Zacharias
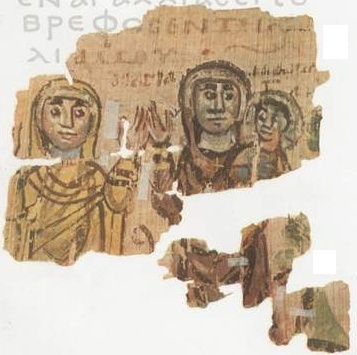
Blatt 7, Rückseite: Jesus, Maria und Elisabeth